# Pac-Man
 Тази статия е за видеоигра.  За прякор на боксьор вижте Мани Пакиао.  
Pac-Man (на японски: パックマン, Система на Хепбърн: Pakkuman), първоначално наречен Puck Man в Япония, е лабиринтна екшън видеоигра от 1980 г., разработена и пусната от Namco за аркадни игри. В Северна Америка играта е пусната от Midway Manufacturing като част от лицензионното споразумение с Namco America.
При търсене на Pac-Man в Гугъл търсачката, излиза игра – Драскулка за Pac-Man.

## Описание
Pac-Man е екшън видеоигра, в която играчът контролира едноименния герой през затворен лабиринт. Целта е Pac-Man да изяде всички точки, като избягва четири цветни призрака. Яденето на големи мигащи точки, наречени "Power Pellets", кара призраците временно да посиняват, което позволява на Pac-Man да ги изяде за бонус точки.